# Società Sportiva Lazio 1962-1963
Questa voce raccoglie le informazioni riguardanti la Società Sportiva Lazio nelle competizioni ufficiali della stagione 1962-1963

## Stagione
Nella stagione 1962-1963, la Lazio disputa il campionato di Serie B, un torneo che prevede tre promozioni ed altrettante retrocessioni: con 48 punti in classifica, ottiene il terzo posto e ritorna in Serie A, insieme al Bari, giunto a pari merito con i biancazzurri, ed al Messina, che vince il torneo con 50 punti. Retrocedono in Serie C il Como, con 31 punti, la Sambenedettese, con 30 punti, e la Lucchese, con 21 punti.
Tra i biancazzurri si segnalano tre giocatori, che arrivano in doppia cifra con dieci marcature a testa: i due centravanti Paolo Bernasconi e Orlando Rozzoni e l’attaccante argentino Juan Carlos Morrone. In Coppa Italia, la Lazio viene subito eliminata, al primo turno, con la sconfitta interna (0-3) subita ad opera della Fiorentina.

## Organigramma societario
Area direttiva
- Presidente: Ernesto Brivio
- Commissario straordinario: Massimo Giovannini

Area tecnica
- Direttore tecnico: da ottobre Juan Carlos Lorenzo
- Allenatore: Carlo Facchini, da ottobre Roberto Lovati

## Rosa
| N. |                   | Ruolo | Calciatore           |
| -- | ----------------- | ----- | -------------------- |
|    | Italia (bandiera) | P     | Franco Carrus        |
|    | Italia (bandiera) | P     | Idilio Cei           |
|    | Italia (bandiera) | P     | Giuseppe Rossi       |
|    | Italia (bandiera) | D     | Adelmo Eufemi        |
|    | Italia (bandiera) | D     | Giuseppe Galvanin    |
|    | Italia (bandiera) | D     | Gianfranco Garbuglia |
|    | Italia (bandiera) | D     | Vincenzo Gasperi     |
|    | Italia (bandiera) | D     | Alfredo Napoleoni    |
|    | Italia (bandiera) | D     | Pierluigi Pagni      |
|    | Italia (bandiera) | D     | Vittorio Pavone      |
|    | Italia (bandiera) | D     | Bruno Pinna          |
|    | Italia (bandiera) | D     | Gianni Seghedoni     |
|    | Italia (bandiera) | D     | Diego Zanetti        |

| N. |                      | Ruolo | Calciatore            |
| -- | -------------------- | ----- | --------------------- |
|    | Italia (bandiera)    | C     | Paolo Carosi          |
|    | Italia (bandiera)    | C     | Vito Florio           |
|    | Italia (bandiera)    | C     | Nello Governato       |
|    | Italia (bandiera)    | C     | Graziano Landoni      |
|    | Italia (bandiera)    | C     | Giambattista Moschino |
|    | Italia (bandiera)    | C     | Sergio Rodaro         |
|    | Italia (bandiera)    | A     | Paolo Bernasconi      |
|    | Italia (bandiera)    | A     | Claudio Bizzarri      |
|    | Italia (bandiera)    | A     | Angelo Longoni        |
|    | Italia (bandiera)    | A     | Mario Maraschi        |
|    | Argentina (bandiera) | A     | Juan Carlos Morrone   |
|    | Italia (bandiera)    | A     | Dimitri Pinti         |
|    | Italia (bandiera)    | A     | Orlando Rozzoni       |

## Calciomercato

### Sessione estiva
| Acquisti | Acquisti          | Acquisti       | Acquisti      |
| R.       | Nome              | da             | Modalità      |
| -------- | ----------------- | -------------- | ------------- |
| P        | Franco Carrus     | Nuova Cisterna | svincolato    |
| P        | Luciano Giglietti | Brindisi       | fine prestito |
| P        | Giuseppe Rossi    | Pisa           | fine prestito |
| D        | Pierluigi Pagni   | Cosenza        | fine prestito |
| C        | Vito Florio       | Catanzaro      | definitivo    |
| A        | Paolo Bernasconi  | Fanfulla       | definitivo    |

| Cessioni | Cessioni           | Cessioni    | Cessioni      |
| R.       | Nome               | a           | Modalità      |
| -------- | ------------------ | ----------- | ------------- |
| P        | Franco Pezzullo    | Salernitana | definitivo    |
| P        | Luciano Giglietti  | Taranto     | prestito      |
| D        | Giacomo Del Gratta | Arezzo      | definitivo    |
| D        | Gilberto Noletti   | Milan       | fine prestito |
| C        | Guido Gratton      | Impruneta   | definitivo    |
| C        | Guglielmo Mecozzi  | Catanzaro   | definitivo    |
| C        | Rubens Merighi     | Modena      | comproprietà  |
| C        | Venanzio Severini  | Marsala     | prestito      |
| C        | Mario Vignoli      | Arezzo      | definitivo    |
| A        | Paolo Ferrario     | Milan       | fine prestito |
| A        | Maurilio Prini     | Prato       | definitivo    |

### Sessione autunnale
| Acquisti | Acquisti              | Acquisti         | Acquisti   |
| R.       | Nome                  | da               | Modalità   |
| -------- | --------------------- | ---------------- | ---------- |
| D        | Giuseppe Galvanin     | Tevere Roma      | definitivo |
| D        | Gianfranco Garbuglia  | Sambenedettese   | definitivo |
| C        | Gianmarco Calleri     | Simmenthal-Monza | definitivo |
| C        | Giambattista Moschino | Torino           | prestito   |
| C        | Sergio Rodaro         | Tevere Roma      | definitivo |
| A        | Roberto Cecchi        | Livorno          | definitivo |
| A        | Orlando Rozzoni       | Udinese          | definitivo |

| Cessioni | Cessioni          | Cessioni       | Cessioni   |
| R.       | Nome              | a              | Modalità   |
| -------- | ----------------- | -------------- | ---------- |
| D        | Alfredo Napoleoni | Sambenedettese | definitivo |
| C        | Paolo Carosi      | Udinese        | prestito   |
| A        | Dimitri Pinti     | Udinese        | definitivo |

## Risultati

### Serie B

#### Girone di andata
| Arbitro: | Angelini (Firenze) |

|                          |           |                                   |
| Oldani 52’ Gambarini 68’ | Marcatori | 43’ (rig.) Longoni 72’ Bernasconi |

| Roma 23 settembre 1962 2ª giornata | Lazio            | 0 – 0 referto | Simmenthal-Monza | Stadio Olimpico\| Arbitro: \| Babini (Ravenna) \| |
| Arbitro:                           | Babini (Ravenna) |               |                  |                                                   |

| San Benedetto del Tronto 30 settembre 1962 3ª giornata | Sambenedettese   | 0 – 0 referto | Lazio | Stadio Fratelli Ballarin\| Arbitro: \| Samani (Trieste) \| |
| Arbitro:                                               | Samani (Trieste) |               |       |                                                            |

| Roma 7 ottobre 1962 4ª giornata | Lazio                        | 0 – 0 referto | Lecco | Stadio Olimpico\| Arbitro: \| De Robbio (Torre Annunziata) \| |
| Arbitro:                        | De Robbio (Torre Annunziata) |               |       |                                                               |

| Arbitro: | Sebastio (Taranto) |

|             |           |                                  |
| Bianchi 65’ | Marcatori | 37’, 64’ Bernasconi 80’ Maraschi |

| Arbitro: | Barolo (Noale) |

|                           |           |  |
| Morrone 54’ Ballarini 86’ | Marcatori |  |

| Arbitro: | Marchese (Napoli) |

|           |           |             |
| Vanini 1’ | Marcatori | 74’ Morrone |

| Arbitro: | Bernardis (Trieste) |

|           |           |                |
| Bacci 35’ | Marcatori | 13’ Bernasconi |

| Roma 11 novembre 1962 9ª giornata | Lazio            | 0 – 0 referto | Brescia | Stadio Olimpico\| Arbitro: \| Samani (Trieste) \| |
| Arbitro:                          | Samani (Trieste) |               |         |                                                   |

| Parma 18 novembre 1962 10ª giornata | Parma            | 0 – 0 referto | Lazio | Stadio Ennio Tardini\| Arbitro: \| Politano (Cuneo) \| |
| Arbitro:                            | Politano (Cuneo) |               |       |                                                        |

| Arbitro: | Grignani (Milano) |

|                            |           |            |
| Rozzoni 22’, 55’, 66’, 83’ | Marcatori | 82’ Nocera |

| Udine 2 dicembre 1962 12ª giornata | Udinese           | 0 – 0 referto | Lazio | Stadio Moretti\| Arbitro: \| Roversi (Bologna) \| |
| Arbitro:                           | Roversi (Bologna) |               |       |                                                   |

| Arbitro: | Campanati (Milano) |

|  |           |                         |
|  | Marcatori | 51’ Albrigi 86’ Ciccolo |

| Arbitro: | Gambarotta (Genova) |

|                                             |           |             |
| Fascetti 53’ Calloni 60’, 76’ Brambilla 85’ | Marcatori | 82’ Rozzoni |

| Arbitro: | Marchese (Napoli) |

|                          |           |               |
| Moschino 31’ Morrone 33’ | Marcatori | 10’ Torriglia |

| Arbitro: | Di Tonno (Lecce) |

|                          |           |                           |
| Bizzarri 14’ Rozzoni 39’ | Marcatori | 29’, 40’ Kolbl 74’ Zerlin |

| Arbitro: | Carminati (Milano) |

|  |           |             |
|  | Marcatori | 17’ Rozzoni |

| Arbitro: | Genel (Trieste) |

|             |           |  |
| Rozzoni 73’ | Marcatori |  |

| Busto Arsizio 27 gennaio 1963 19ª giornata | Pro Patria     | 0 – 0 referto | Lazio | Stadio Comunale\| Arbitro: \| Monti (Ancona) \| |
| Arbitro:                                   | Monti (Ancona) |               |       |                                                 |

#### Girone di ritorno
| Roma 3 febbraio 1963 20ª giornata | Lazio             | 0 – 0 referto | Alessandria | Stadio Olimpico\| Arbitro: \| Roversi (Bologna) \| |
| Arbitro:                          | Roversi (Bologna) |               |             |                                                    |

| Arbitro: | Righetti (Torino) |

|                                 |           |                    |
| Traspedini 25’ Gotti 48’ (rig.) | Marcatori | 59’ (rig.) Rozzoni |

| Arbitro: | Orlando (Bergamo) |

|                          |           |  |
| Morrone 21’ Maraschi 76’ | Marcatori |  |

| Arbitro: | Angelini (Firenze) |

|  |           |              |
|  | Marcatori | 73’ Maraschi |

| Arbitro: | Soravia (Ancona) |

|                  |           |             |
| Morrone 42’, 74’ | Marcatori | 28’ Gratton |

| Arbitro: | Sebastio (Taranto) |

|           |           |                          |
| Costa 52’ | Marcatori | 34’ Rozzoni 71’ Maraschi |

| Arbitro: | Ferrari (Milano) |

|                             |           |  |
| Maraschi 60’ Bernasconi 65’ | Marcatori |  |

| Arbitro: | Politano (Cuneo) |

|                |           |           |
| Bernasconi 37’ | Marcatori | 19’ Bacci |

| Arbitro: | Francescon (Padova) |

|  |           |                                          |
|  | Marcatori | 38’ (rig.) Moschino 80’ (aut.) Rizzolini |

| Arbitro: | Barolo (Noale) |

|  |           |                |
|  | Marcatori | 50’ C. Corradi |

| Arbitro: | Marchese (Napoli) |

|                |           |                          |
| R. Corradi 53’ | Marcatori | 38’ Maraschi 87’ Morrone |

| Arbitro: | Roversi (Bologna) |

|                             |           |  |
| Bernasconi 68’ Maraschi 90’ | Marcatori |  |

| Arbitro: | Gambarotta (Genova) |

|             |           |  |
| Ciccolo 58’ | Marcatori |  |

| Arbitro: | Grignani (Milano) |

|                                                                  |           |               |
| Bernasconi 6’ Seghedoni 12’ Morrone 38’ Moschino 66’ Landoni 88’ | Marcatori | 74’ Brambilla |

| Arbitro: | Angelini (Firenze) |

|            |           |  |
| Santon 32’ | Marcatori |  |

| Arbitro: | Grignani (Milano) |

|  |           |                                        |
|  | Marcatori | 4’ Maraschi 7’ Bernasconi 43’ Moschino |

| Arbitro: | Carminati (Milano) |

|                         |           |           |
| Morrone 7’ Moschino 21’ | Marcatori | 68’ Porro |

| Arbitro: | Jonni (Macerata) |

|                                                     |           |                |
| Cicogna 6’, 76’ Catalano 35’ (rig.) Postiglione 48’ | Marcatori | 66’ Bernasconi |

| Arbitro: | De Marchi (Pordenone) |

|                         |           |  |
| Landoni 29’ Morrone 69’ | Marcatori |  |

### Coppa Italia

#### Turni Preliminari
| Arbitro: | Lo Bello (Siracusa) |

|  |           |                                        |
|  | Marcatori | 51’ Dell'Angelo 57’ Canella 65’ Petris |

## Statistiche

### Statistiche di squadra
| Competizione | Punti | In casa | In casa | In casa | In casa | In casa | In casa | In trasferta | In trasferta | In trasferta | In trasferta | In trasferta | In trasferta | Totale | Totale | Totale | Totale | Totale | Totale | DR  |
| Competizione | Punti | G       | V       | N       | P       | Gf      | Gs      | G            | V            | N            | P            | Gf           | Gs           | G      | V      | N      | P      | Gf     | Gs     | DR  |
| ------------ | ----- | ------- | ------- | ------- | ------- | ------- | ------- | ------------ | ------------ | ------------ | ------------ | ------------ | ------------ | ------ | ------ | ------ | ------ | ------ | ------ | --- |
| Serie B      | 48    | 19      | 11      | 5       | 3       | 29      | 12      | 19           | 7            | 7            | 5            | 21           | 19           | 38     | 18     | 12     | 8      | 50     | 31     | +19 |
| Coppa Italia |       | 1       | 0       | 0       | 1       | 0       | 3       | 0            | 0            | 0            | 0            | 0            | 0            | 1      | 0      | 0      | 1      | 0      | 3      | -3  |
| Totale       |       | 20      | 11      | 5       | 4       | 29      | 15      | 19           | 7            | 7            | 5            | 21           | 19           | 39     | 18     | 12     | 9      | 50     | 34     | +16 |

### Statistiche dei giocatori
Nel conteggio delle reti realizzate si aggiungano due autoreti a favore. Coincidendo il risultato sul campo con quello decretato dal Giudice Sportivo, le due reti attribuite a tavolino sono conteggiate per rispettivi marcatori  .
| Giocatore     | Serie B  | Serie B | Coppa Italia | Coppa Italia | Totale   | Totale |
| Giocatore     | Presenze | Reti    | Presenze     | Reti         | Presenze | Reti   |
| ------------- | -------- | ------- | ------------ | ------------ | -------- | ------ |
| P. Bernasconi | 23       | 10      | 1            | 0            | 24       | 10     |
| C. Bizzarri   | 18       | 1       | -            | -            | 18       | 1      |
| P. Carosi     | 2        | 0       | 1            | 0            | 3        | 0      |
| F. Carrus     | -        | -       | -            | -            | -        | -      |
| I. Cei        | 38       | -31     | 1            | -3           | 39       | -34    |
| A. Eufemi     | -        | -       | -            | -            | -        | -      |
| V. Florio     | 7        | 0       | -            | -            | 7        | 0      |
| G. Galvanin   | 3        | 0       | -            | -            | 3        | 0      |
| G. Garbuglia  | 30       | 0       | -            | -            | 30       | 0      |
| V. Gasperi    | 37       | 0       | 1            | 0            | 38       | 0      |
| N. Governato  | 35       | 0       | 1            | 0            | 36       | 0      |
| G. Landoni    | 35       | 2       | 1            | 0            | 36       | 2      |
| A. Longoni    | 9        | 1       | 1            | 0            | 10       | 1      |
| M. Maraschi   | 27       | 8       | 1            | 0            | 28       | 8      |
| J.C. Morrone  | 33       | 10      | 1            | 0            | 34       | 10     |
| G. Moschino   | 20       | 5       | -            | -            | 20       | 5      |
| A. Napoleoni  | -        | -       | -            | -            | -        | -      |
| P. Pagni      | 25       | 0       | 1            | 0            | 26       | 0      |
| V. Pavone     | 3        | 0       | -            | -            | 3        | 0      |
| B. Pinna      | -        | -       | -            | -            | -        | -      |
| D. Pinti      | 1        | 0       | -            | -            | 1        | 0      |
| S. Rodaro     | -        | -       | -            | -            | -        | -      |
| G. Rossi      | -        | -       | -            | -            | -        | -      |
| O. Rozzoni    | 18       | 10      | -            | -            | 18       | 10     |
| G. Seghedoni  | 16       | 1       | 1            | 0            | 17       | 1      |
| D. Zanetti    | 38       | 0       | 1            | 0            | 39       | 0      |